# Nomada trapidoi
Nomada trapidoi är en biart som beskrevs av Michener 1954. Nomada trapidoi ingår i släktet gökbin, och familjen långtungebin. Inga underarter finns listade i Catalogue of Life.